# Йонгпхулла (аэропорт)
Аэропорт Йонгпхулла (англ. Yongphulla Airport) — небольшой аэропорт в окрестности города Трашиганг, в непосредственной близости от города Канглунг. Это второй аэропорт в Королевстве Бутан.
Аэропорт объявлен гражданским, взлётно-посадочная полоса использовалась ранее индийской армией.
Аэропорт расположен на высоте 2 743 м над уровнем моря и имеет одну взлётно-посадочную полосу размерами 1 266 на 37 метров.
Аэропорт пущен в эксплуатацию с декабря 2011 года.
По причине  необходимости проведения ремонтных работ аэропорт был закрыт в сентябре 2012 года, потом очень недолго работал в начале 2013 года, и был снова закрыт до начала 2015 года.